# Elisabeth Keers-Laseur

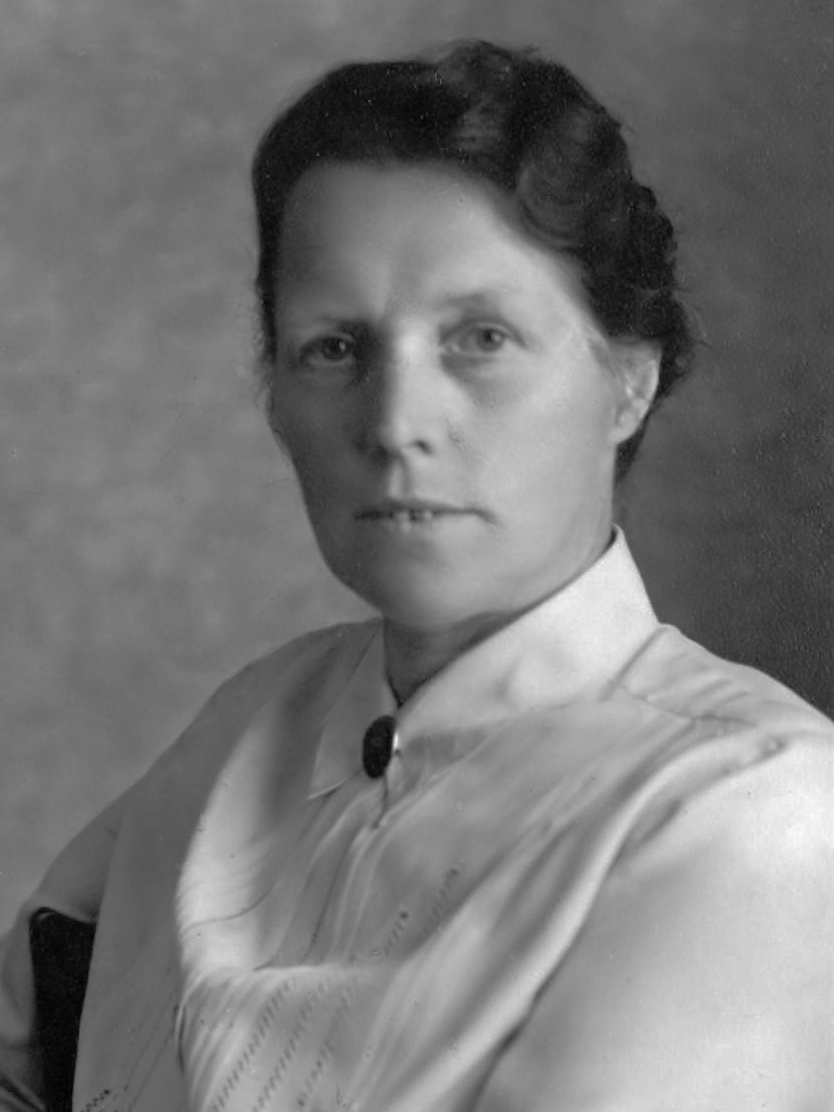
Elisabeth Keers-Laseur

Elisabeth Keers-Laseur (Utrecht, 8 maart 1890 – Bloemendaal, 18 december 1997) was een fanatieke Nederlandse nationaalsocialiste die ook na de oorlog trouw bleef aan haar overtuiging. Bij haar dood was ze 107 jaar oud; de laatste periode van haar leven stond ze te boek als de oudste inwoonster van de provincie Noord-Holland.

## NSVO
Behalve met haar uitzonderlijk hoge leeftijd schreef Keers-Laseur geschiedenis met haar oorlogsverleden. In de bezettingsjaren gaf ze enige tijd leiding aan de Nationaal-Socialistische Vrouwenorganisatie (NSVO). Met jonkvrouw Julia op ten Noort, haar plaatsvervangster, hervormde ze de NSVO naar haar antisemitische inzichten. Als hoofdredactrice van 'De Nationaal-Socialistische Vrouw' verweefde ze haar ideologische opvattingen handig met recepten, breipatronen, modesnufjes en huishoudtips. De nationaalsocialistische rassenleer moest de vrouw tot leidraad dienen bij haar keus van een echtgenoot en haar toekomstige bestemming als moeder, meende ze. NSB-leider Anton Mussert schoof het duo Keers-Laseur en Op ten Noort halverwege de Tweede Wereldoorlog echter terzijde om de leiding van de vrouwenorganisatie van zijn beweging in 1943 in handen te stellen van iemand met een gematigdere visie, Olga de Ruiter-Van Lankeren Matthes.

## Vriendschap met de 'Zwarte weduwe'
Elisabeth Keers-Laseur en haar man Leendert Keers behoorden tot de eerste leden van de Nationaal-Socialistische Beweging (NSB), getuige het uitzonderlijk lage stamboeknummer 870 van de laatste. Binnen de NSB maakte het echtpaar deel uit van de 'groep-Rost', een verzameling radicale nationaalsocialisten rond de tweede man van de NSB, de fel antisemitische jurist Meinoud Rost van Tonningen. De groep was voorstander van aansluiting van Nederland bij het Duitse Rijk.
Bovendien mochten Keers-Laseur en haar man zich rekenen tot de persoonlijke vriendenkring van Rost, zo blijkt uit de memoires die diens echtgenote, de latere zogenoemde 'Zwarte weduwe' Florrie Rost van Tonningen-Heubel, in 1990 publiceerde.
Hoewel de rol van Keers-Laseur in de NSB al tijdens de oorlog was uitgespeeld, bleef ze toch een overtuigd aanhangster van Adolf Hitler. Nog begin 1944 probeerde ze haar zuster Annelies in Bloemendaal te winnen voor de NSB, zo blijkt uit brieven van haar hand die het NIOD in Amsterdam bewaart. Twee maanden voor de bevrijding berichtte ze nog aan een vriendin: "Ons vertrouwen in den Führer blijft ongeschokt en daarmede ook de groote eindoverwinning! Sieg Heil!".

## Uitzonderlijk hoge leeftijd
Na de bevrijding belandden Keers-Laseur en haar echtgenoot, die kinderloos waren, twee jaar in een strafkamp voor landverraders. Begin jaren zeventig overleed haar man; Keers-Laseur verhuisde kort daarop naar verzorgingshuis Wildhoef in Bloemendaal. In het tehuis bleven haar opvattingen niet lang geheim. Nadat zij eind jaren tachtig in de conversatiezaal het bestaan van gaskamers in de vernietigingskampen had ontkend, ontstond in het tehuis groot tumult. Ook al bood ze ten overstaan van haar medebewoners openlijk haar verontschuldigingen aan, de rust keerde niet weer. Uiteindelijk poogden het bestuur en de directie van Wildhoef de ultra-rechtse bewoonster uit huis te zetten, maar de Haarlemse rechtbank verbood dat.
Haar laatste jaren sleet Keers-Laseur in stilte, haar kamer verliet ze hoogst zelden meer. Al was ze ver over de honderd, de burgemeester van Bloemendaal weigerde bij haar op verjaarsvisite te gaan. Vlak voor haar dood ontdekte Haarlems Dagblad het bestaan van de inmiddels dementerende 107-jarige. Het nieuws verspreidde zich als een lopend vuurtje door het land.